# James Rose
 (juillet 2020).
James C. Rose (1913-1991) est un  architecte paysagiste et auteur du XXe siècle.
Né dans les régions rurales de Pennsylvanie, sa mère, sa sœur aînée et lui déménagent à New York après la mort de son père.
Rose est exclu des études secondaires, mais cela ne l'empêche pas d'être accepté à l'Université Cornell comme étudiant en architecture. Plus tard il est transféré à l'Université Harvard en tant que major en architecture de paysage. Mais en 1937, il est expulsé, car son style ne correspond pas au programme de Harvard.
Entre 1938 et 1939, Rose publie une série d'articles sur ses idées de conception qui conduisirent à son expulsion de Harvard. Plus tard, il publie de nombreux articles et livres qui ont fortement influencé les théories et pratiques au XXe siècle.
En 1941, Rose travaille pour Tuttle, Seelye, Place et Raymond à New York, où il est découragé par les limitations des grands travaux publics et décide que le travail sur les jardins privés convient mieux à son style.
Malgré son aversion pour les institutions scolaires, Rose fait souvent des apparitions en tant que conférencier dans des écoles de paysage et d'architecture.
Avant sa mort, il fut capable d'accomplir son rêve d'établir un bureau d'étude et un centre de recherche sur le paysage, le James Rose Center.
Après la mort de Rose, en 1991, après avoir perdu sa bataille contre le cancer, sa maison à Ridgewood est léguée au Centre James Rose.

## Sources
- (en) Cet article est partiellement ou en totalité issu de l’article de Wikipédia en anglais intitulé « Dan Kiley » (voir la liste des auteurs).